# Rhododrilus albidus
Rhododrilus albidus är en ringmaskart som beskrevs av Lee 1952. Rhododrilus albidus ingår i släktet Rhododrilus och familjen Acanthodrilidae. Inga underarter finns listade i Catalogue of Life.